# Scandalo Profumo
Lo scandalo Profumo, meglio noto come affare Profumo, emerso nel 1963, è stato uno scandalo politico a sfondo sessuale che ha avuto come teatro il Regno Unito e che ha preso il nome da John Profumo, segretario di Stato per la guerra. La scoperta di una sua breve passata relazione intrattenuta nel 1961 con la modella Christine Keeler, al contempo amante anche di una presunta spia sovietica, Eugenij Ivanov, addetto navale dell'ambasciata russa, a cui fece seguito la falsa testimonianza resa alla Camera dei comuni, allorché fu interrogato al riguardo nel 1963, costrinsero Profumo alle dimissioni e danneggiarono la reputazione del governo presieduto da Harold Macmillan. Lo stesso Primo Ministro si dimise pochi mesi dopo per motivi di salute. Le ricadute contribuirono alla sconfitta del governo conservatore da parte del partito laburista nelle elezioni generali del 1964.

## Storia

### Governo e stampa

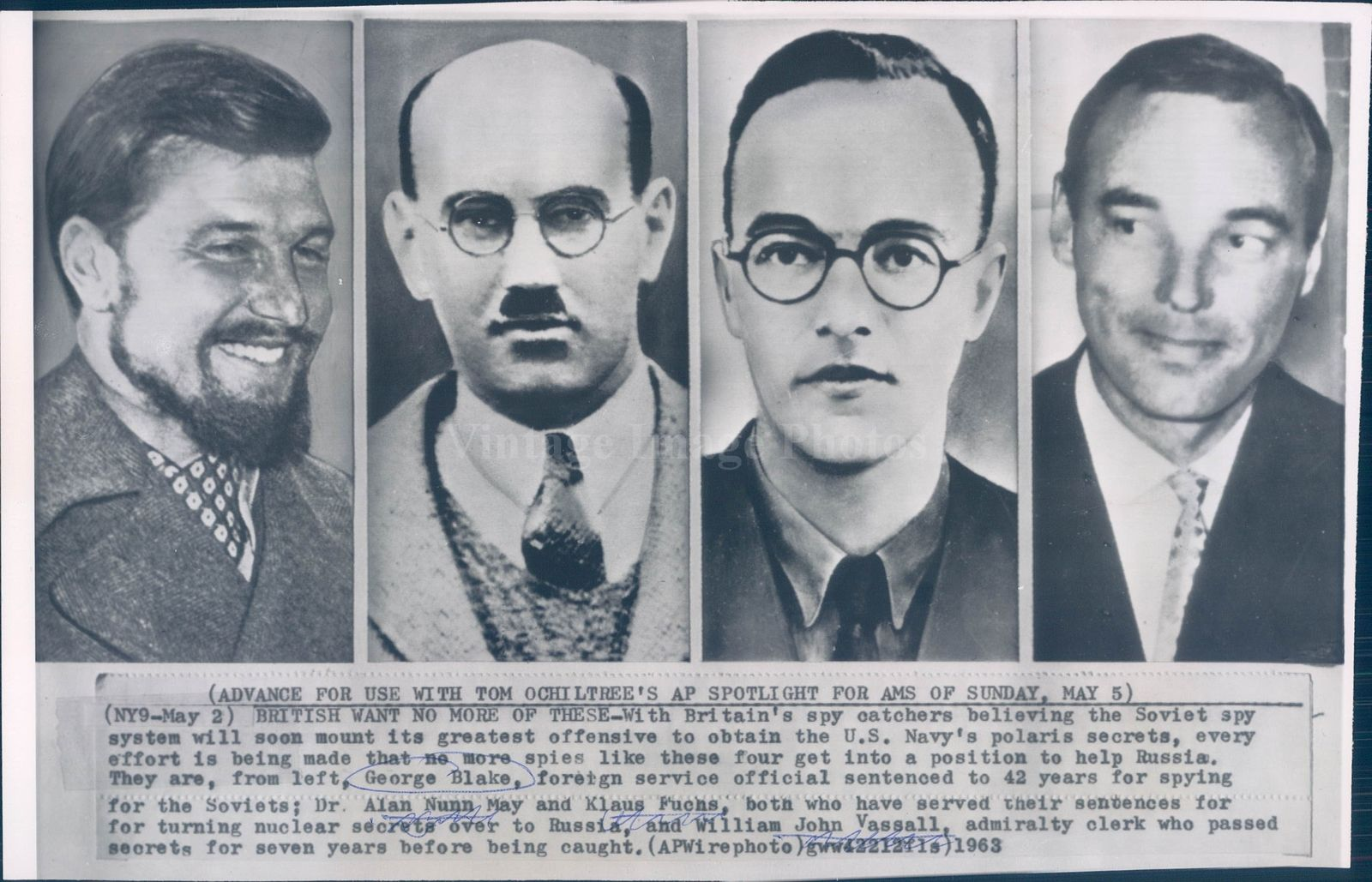
Alcune delle più note spie sovietiche scoperte dai servizi segreti britanniciː George Blake, Alan Nunn, Klaus Fuchs, John Vassall

Nei primi anni '60, i media britannici erano dominati da diverse storie di spionaggio di alto profilo: lo smantellamento della rete di spie di Portland nel 1961, la cattura e la condanna dell'agente segreto George Blake nello stesso anno e, nel 1962, il caso di John Vassall, un funzionario omosessuale dell'Ammiragliato che, su ricatto, svolse attività di spionaggio per l'Unione Sovietica e venne successivamente condannato a diciotto anni di carcere.
Dopo che la stampa insinuò che Vassall fosse stato protetto dai suoi padroni politici, il ministro responsabile, Thomas Galbraith, si dimise dal governo in attesa delle indagini, ma fu in seguito scagionato. Finirono in prigione due giornalisti che si erano rifiutati di rivelare le loro fonti per articoli sensazionalistici e non avvalorati sulla vita privata di Vassall. La prigionia danneggiò gravemente i rapporti tra la stampa e il governo conservatore del primo ministro Harold Macmillan; l'editorialista Paul Johnson del New Statesman avvertì: "qualsiasi ministro o parlamentare conservatore [...] che venga coinvolto in uno scandalo nel corso del prossimo anno o giù di lì deve aspettarsi - mi dispiace dirlo - il trattamento completo".

### Lo scandalo
Nel 1960 Macmillan promosse John Profumo, entrato per la prima volta in Parlamento nel 1940 come membro del partito conservatore, a Segretario di Stato per la Guerra, un incarico di alto livello, separato dal gabinetto di governo.

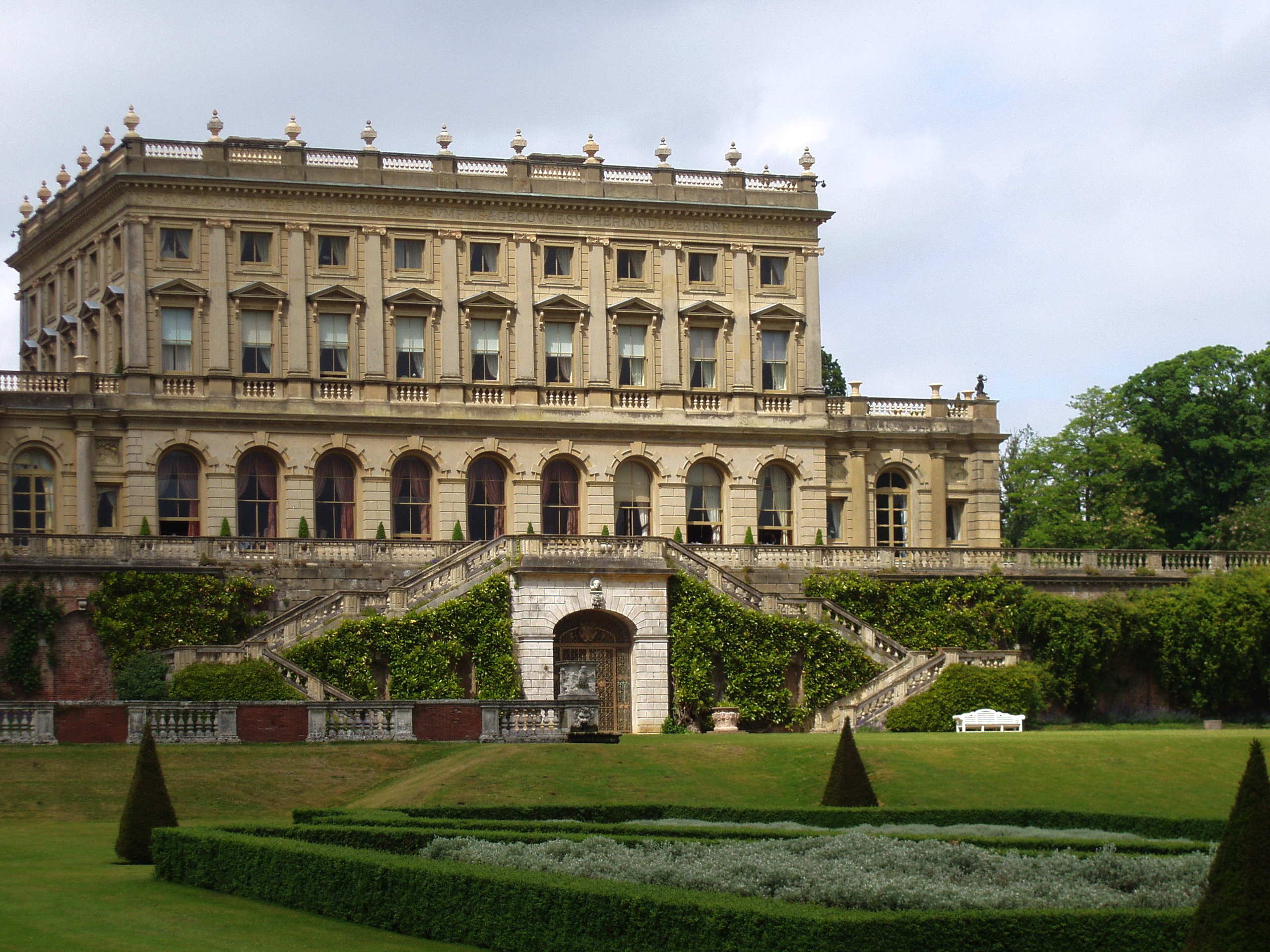
La residenza di campagna di Lord Astor a Cliveden nel Buckinghamshire, dove si svolse la festa in cui Profumo incontrò Christine Keeler

Sposato con l'attrice Valerie Hobson, Profumo nel luglio del 1961 incontrò, nel corso di una festa nella residenza di Lord Astor, a Cliveden, nel Buckinghamshire, la showgirl Christine Keeler, amica, e per alcuni periodi coinquilina, dell'osteopata e ritrattista Stephen Ward, collaboratore dei servizi segreti britannici, molto conosciuto per le sue doti professionali e di intrattenitore nell'alta società londinese.
Al ricevimento di Cliveden, oltre a Keeler e Ward, erano presenti la signora Profumo ed Evgenij “Eugene” Ivanov, attaché presso l'ambasciata sovietica a Londra, conosciuto dai servizi segreti britannici come spia russa.
Il 12 luglio 1961 Stephen Ward, nel riferire gli eventi del fine settimana all'MI5, il security service britannico, disse al suo intermediario, dal nome in codice "Woods", che Ivanov e Profumo si erano incontrati e che quest'ultimo aveva mostrato un notevole interesse per Keeler; dichiarò anche che Ivanov gli aveva chiesto informazioni sul futuro armamento della Germania Ovest con armi nucleari. Questa richiesta di informazioni militari non turbò molto l'MI5, che si aspettava che un ufficiale del GRU facesse tali domande. L'interesse di Profumo per Keeler risultò invece una sgradita complicazione nei piani dell'MI5 di usare la ragazza in un'operazione trappola contro Ivanov, per spingerlo a compiere la sua diserzione. Considerata la problematicità dell'accaduto, Woods riferì la questione al direttore generale dell'MI5, Sir Roger Hollis.
Profumo intrattenne una relazione di breve durata con Keeler, mentre la ragazza stava frequentando anche Ivanov, a sua volta amico di Stephen Ward. Alcune versioni sostengono che la relazione con Profumo durò solo alcune settimane, altre che si sarebbe prolungata fino a dicembre del 1961.
Durante il tempo trascorso insieme, Profumo fece a Keeler alcuni piccoli regali e una volta le diede una somma di venti sterline come regalo per sua madre. Keeler, che nelle sue memorie sostenne che Ward era una spia al servizio di Mosca, avrebbe in seguito dichiarato che, sebbene l'osteopata le avesse chiesto di ottenere informazioni da Profumo sullo spiegamento di armi nucleari, lei non lo fece. Profumo, successivamente interrogato sulla natura di tale relazione, fu ugualmente irremovibile nel sostenere che tali discussioni non ebbero mai luogo. Vent'anni dopo, in una conversazione con il figlio, avrebbe descritto Keeler come una donna che "sembrava apprezzare il rapporto sessuale", ma che era "completamente ignorante", senza alcun tema di conversazione oltre al trucco, ai capelli e ai dischi di grammofono.

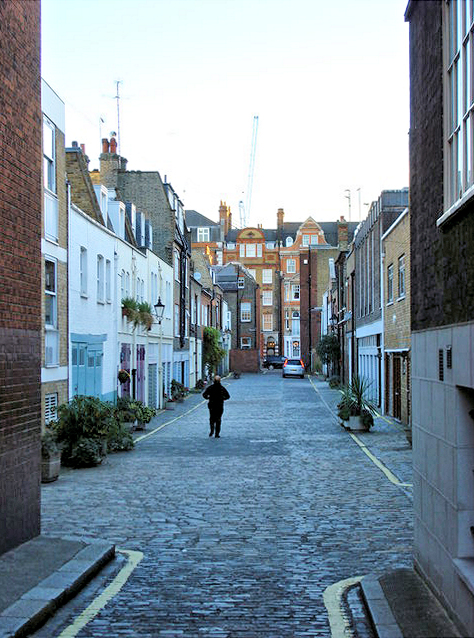
L'abitazione di Stephen Ward a Wimpole Mews, n. 17 (la casa in mattoni con tetto piatto, appena visibile sulla destra)

Circa un mese dopo l'avvenuta festa in piscina, il 9 agosto 1961, Profumo, su richiesta dei servizi segreti, ebbe un colloquio con il Segretario di Gabinetto Sir Norman Brook. Secondo alcune versioni, Profumo in quell'occasione sarebbe stato sollecitato a porre fine alle sue frequentazioni con Stephen Ward e con la sua cerchia, in quanto sarebbero sorti dubbi sull'affidabilità dell'osteopata, a causa del suo rapporto di amicizia con Ivanov; secondo altre, in quell'occasione Brook avrebbe trasmesso a Profumo, da parte del MI5, la richiesta di collaborazione per incastrare Ivanov, che sarebbe stata da lui rifiutata; nessuna attenzione sarebbe stata rivolta alla sua relazione extraconiugale con Keeler, né al rapporto che questa intratteneva con Ivanov.
Risulterebbe quindi diversamente interpretabile la lettera che il 9 agosto 1961 Profumo scrisse a Keeler, nella quale la informava che sarebbe partito il giorno dopo "per vari viaggi e poi una vacanza" e che non avrebbe potuto rivederla prima di settembre. Secondo alcuni rappresenterebbe la prova dell'avvenuto recepimento della sollecitazione di Brook di non vedere più la showgirl, evitando così anche le sue amicizie pericolose; secondo altri rappresenterebbe solo l'avviso, con scuse, di un appuntamento mancato. La lettera, diversi mesi dopo, avrebbe tuttavia acquistato una rilevanza inaspettataː la sua apertura, "My Darling", e il suo tono confidenziale, sarebbero stati usati dalla stampa, a cui Keeler avrebbe in seguito venduto la missiva, per mettere alla berlina Profumo.
Le voci sulla relazione di Profumo con Christine Keeler iniziarono a diffondersi nel 1962, in seguito ad altri eventi che misero in primo piano la figura della showgirl, esponendola all'interesse della stampa e dell'opinione pubblica.

#### Gordon ed Edgecombe
Nell'ottobre del 1961 Keeler accompagnò Stephen Ward a Notting Hill, allora un quartiere degradato di Londra, pieno di locali in cui si suonava musica afro-caraibica ed era diffuso la spaccio di cannabis. Al Rio Café incontrarono Aloysius "Lucky" Gordon, un cantante jazz giamaicano con alle spalle una storia di violenza e di piccoli reati. Gordon e Keeler intrapresero una relazione caratterizzata da uguali misure di violenza e tenerezza da parte di lui, geloso dei contatti sociali della ragazza. Dopo uno dei numerosi episodi di molestie e di violenza nei suoi confronti, Gordon venne arrestato dalla polizia, ma in seguito Keeler ritirò la denuncia.

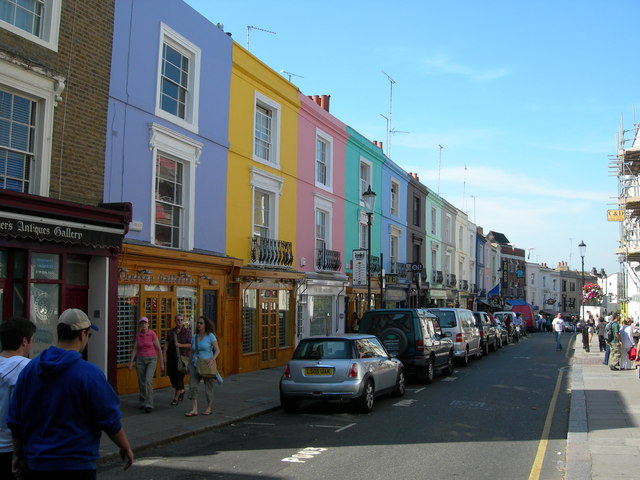
Portobello Road, Notting Hill

Nel luglio 1962 i primi accenni di un possibile triangolo Profumo-Keeler-Ivanov vennero avanzati, con termini codificati, nella rubrica di gossip della rivista mondana Queen. Keeler si trovava allora a New York con l'amica Mandy Rice-Davies, in un fallito tentativo di lanciare in quella città la loro carriera di modelle. Al suo ritorno, per contrastare le minacce di Gordon, Keeler strinse una relazione con Johnny Edgecombe, un ex marinaio di Antigua, con il quale visse per alcuni mesi a Brentford, appena a ovest di Londra. Il 27 ottobre 1962, quando Edgecombe incontrò Gordon in un locale notturno, i due si scontrarono; Gordon venne ferito con un coltello al volto, e minacciò Keeler che si sarebbe vendicato. Poco tempo dopo Keeler ruppe con Edgecombe a causa del suo comportamento autoritario.
Il 14 dicembre 1962, Keeler si trovava nell'abitazione di Stephen Ward a Wimpole Mews quando arrivò Edgecombe. Al suo rifiuto di farlo entrare in casa, l'uomo sparò diversi colpi alla porta d'ingresso che provocarono l'arrivo della polizia. Edgecombe fu arrestato e accusato di tentato omicidio e di altri reati e la stampa, nei suoi resoconti, cominciò a interessarsi di Keeler, descritta come "una modella freelance".
In seguito a questo episodio, Keeler iniziò a parlare indiscretamente di Ward, Profumo, Ivanov, spie russe e della sparatoria di Edgecombe. Tra coloro a cui raccontò la sua storia c'era John Lewis, un ex parlamentare laburista che aveva incontrato per caso in un night club. Lewis, un nemico di lunga data di Ward, passò l'informazione a Wigg, il suo ex collega parlamentare, che iniziò la sua indagine.

#### Pressioni crescenti

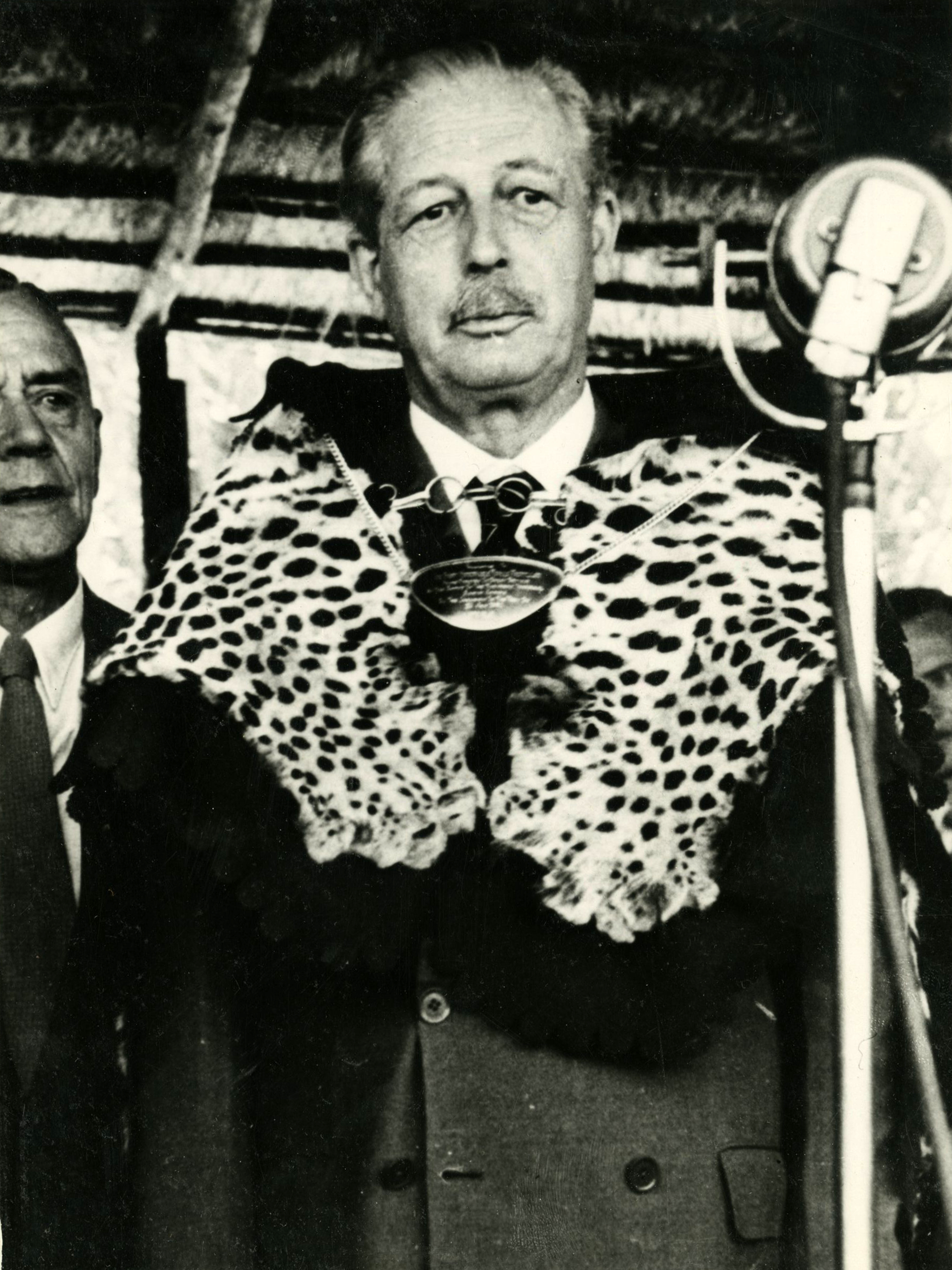
Harold Macmillan, primo ministro britannico (1957-1963), leader del partito conservatore

Il 22 gennaio 1963 il governo sovietico, intuendo un possibile scandalo, richiamò Ivanov. Consapevole del crescente interesse pubblico, Keeler tentò di vendere la sua storia ai quotidiani nazionali, accettando l'offerta del Pictorial di un acconto di duecento sterline e di ulteriori ottocento a pubblicazione della storia. Il Pictorial ebbe da Keeler una copia della lettera che Profumo le aveva inviato nell'agosto del 1961; quando Profumo ne ebbe notizia, fece intervenire i suoi avvocati che cercarono di convincere Keeler a non pubblicare, ma il risarcimento da lei richiesto fu così elevato che presero in considerazione l'accusa di estorsione. Ward informò il Pictorial che la storia di Keeler era in gran parte falsa e minacciò di fare causa se fosse stata pubblicata, cosicché il giornale ritirò la sua offerta, senza richiedere indietro a Keeler l'acconto già versato di duecento sterline.
Keeler fornì i dettagli della sua relazione con Profumo anche ad un agente di polizia, che non passò queste informazioni all'MI5 o alle autorità legali. A quel tempo, molti dei colleghi politici di Profumo avevano sentito voci sul suo coinvolgimento e sull'esistenza di una lettera potenzialmente incriminante, ma le sue smentite furono accettate dai principali ufficiali legali del governo e dal capogruppo conservatore, sebbene con un certo scetticismo privato. Macmillan, consapevole dell'ingiustizia subita in precedenza dal ministro Galbraith, dimessosi dal governo e poi scagionato dalle accuse, sulla base di voci, era determinato a sostenere il suo ministro e non prese alcuna iniziativa.
Il processo di Edgecombe iniziò il 14 marzo 1963, ma Keeler, uno dei testimoni chiave della Corona, scomparve. Si era recata in Spagna senza informare la corte, e la sua inspiegabile assenza causò scalpore nella stampa. Ogni giornale conosceva le voci che collegavano Keeler a Profumo, ma tutti si astennero dal riferire qualsiasi collegamento diretto, limitandosi ad accennare, con giustapposizioni in prima pagina di storie e fotografie, che Profumo potesse essere collegato alla scomparsa di Keeler. Nonostante l'assenza di Keeler, il giudice proseguì con il caso; Edgecombe fu dichiarato colpevole di un'accusa minore di possesso di arma da fuoco con l'intento di mettere in pericolo la vita e condannato a sette anni di prigione. Pochi giorni dopo il processo, il 21 marzo, la rivista satirica Private Eye pubblicò il riassunto fino a quel momento più dettagliato delle voci, con i personaggi principali leggermente camuffati: "Mr James Montesi", "Miss Gaye Funloving", "Dr Spook" e "Vladimir Bolokhov".

#### Prima dichiarazione di Profumo
Il neoeletto leader del partito laburista di opposizione, Harold Wilson, fu inizialmente consigliato dai suoi colleghi di stare lontano dal dossier privato di Wigg sulle voci circolanti su Profumo.

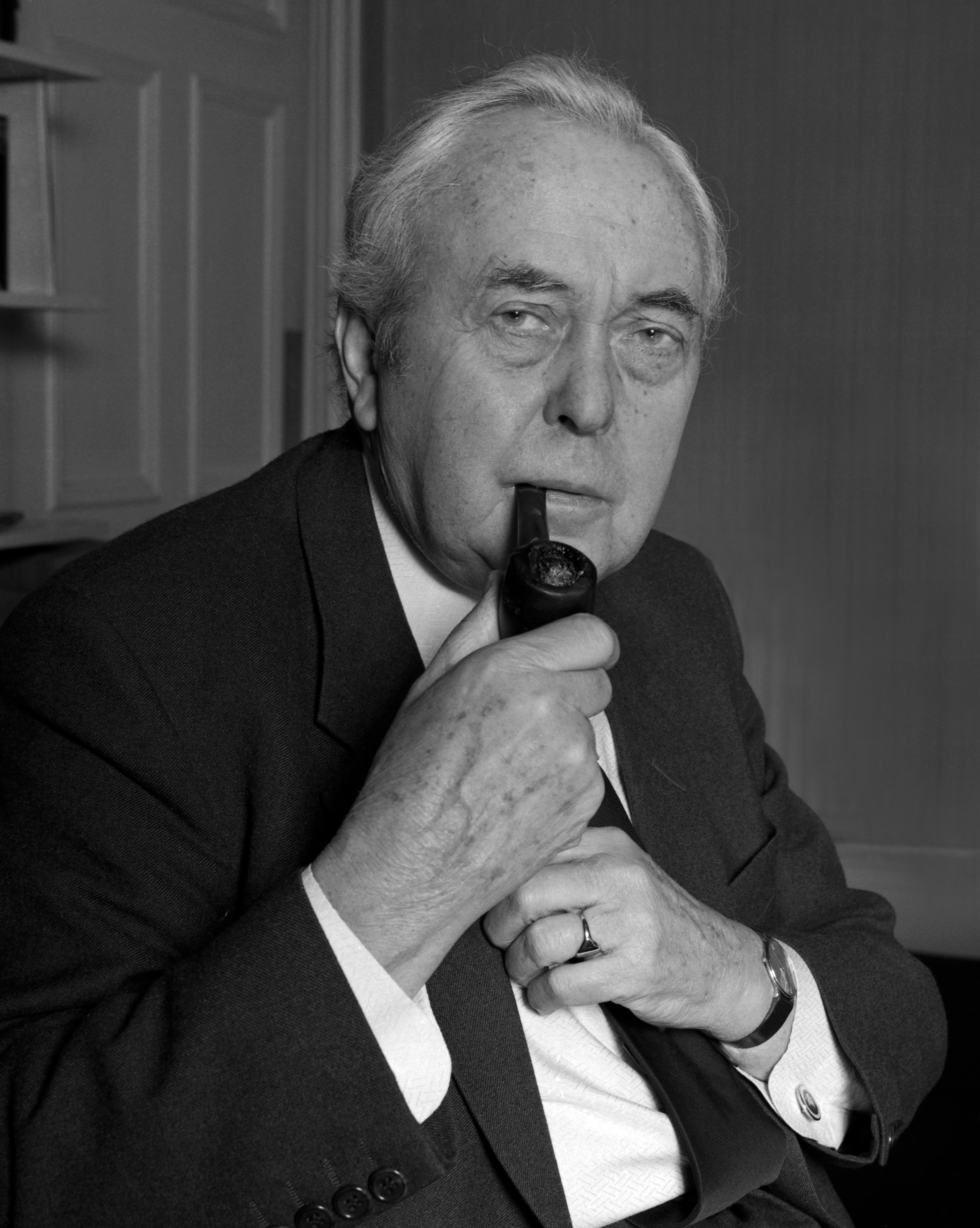
Harold Wilson, esponente del Labour Party, ricoprì la carica di Primo ministro del Regno Unito, dal 1964 al 1970 e dal 1974 al 1976

Il 21 marzo, con il clamore della stampa sul "testimone scomparso" al culmine, il partito cambiò posizione. Durante un dibattito alla Camera dei Comuni, Wigg usò il privilegio parlamentare per chiedere al ministro dell'Interno di negare categoricamente la verità delle voci che collegavano "un ministro" a Keeler, Rice-Davies e alla sparatoria di Edgecombe. Non fece il nome di Profumo, che non era presente alla Camera. Nel successivo dibattito Barbara Castle, parlamentare laburista, fece riferimento alla "ragazza squillo scomparsa, la testimone scomparsa", paventando l'ipotesi che dietro a tutto questo ci fosse un interesse pubblico.  Il ministro degli Interni, Henry Brooke, rifiutò di commentare, aggiungendo che Wigg e Castle avrebbero dovuto "cercare altri mezzi per fare queste insinuazioni se sono disposti a comprovarle".
Al termine del dibattito, gli ufficiali legali del governo e il capogruppo concordarono che Profumo avrebbe dovuto affermare la sua innocenza in una dichiarazione personale alla Camera. Tali dichiarazioni sono, per tradizione di lunga data, fatte sull'onore particolare del membro e sono accettate dalla Camera senza dubbio. Nelle prime ore del 22 marzo, Profumo, con i suoi avvocati, incontrò i ministri e insieme concordarono una formulazione appropriata.
Nella sua dichiarazione alla Camera riconobbe l'amicizia con Keeler e Ward, e affermò che l'ultima volta che aveva visto la ragazza era nel dicembre 1961. Aveva incontrato "un certo signor Ivanov" due volte, sempre nel 1961, e aggiunse: "Non c'è stata alcuna irregolarità nella mia conoscenza con la signorina Keeler", concludendo che avrebbe proceduto a denunce per diffamazione se quanto detto fosse uscito dall'aula. Quel pomeriggio Profumo fu fotografato all'ippodromo di Sandown Park in compagnia della Regina Madre.
Mentre la questione venne ufficialmente considerata chiusa, molti parlamentari continuarono a nutrire dei dubbi, anche se nessuno espresse apertamente la propria incredulità. Wigg in seguito disse che lasciò la Camera quella mattina "con una rabbia nera nel cuore perché sapevo quali erano i fatti. Sapevo la verità".  La maggior parte dei giornali non prese posizione; solo The Guardian scrisse apertamente che la dichiarazione doveva essere presa per buona. Nel giro di pochi giorni l'attenzione della stampa fu distratta dalla ricomparsa di Keeler a Madrid. La modella espresse stupore per il trambusto che la sua assenza aveva causato, aggiungendo che la sua amicizia con Profumo e sua moglie era del tutto innocente e che aveva molti amici in posizioni importanti. Keeler affermò di non essersi deliberatamente assentata dal processo di Edgecombe, ma di essersi confusa sulla data. Le fu chiesto di rinunciare alla sua garanzia di quaranta sterline, ma non fu intrapresa nessun'altra azione contro di lei.

#### Indagini e dimissioni

Logo del Security Service del Regno Unito, spesso indicato come MI5 (Military Intelligence, Sezione 5)

Poco dopo la dichiarazione di Profumo alla Camera dei Comuni, Ward apparve su Independent Television News, dove sostenne la versione di Profumo e liquidò tutte le voci e le insinuazioni come "infondate". Le attività di Ward erano diventate una questione di interesse ufficiale e il 1º aprile 1963 la polizia di Londra iniziò a indagare sui suoi affari. Vennero interrogati 140 amici, soci e pazienti di Ward, mantenuta una sorveglianza 24 ore su 24 sulla sua casa e intercettato il suo telefono, un'azione investigativa che richiedeva l'autorizzazione diretta del Ministro degli interni Brooke.
Tra coloro che rilasciarono dichiarazioni ci fu Christine Keeler, che contraddisse quanto aveva sostenuto in precedenza e confermò la sua relazione sessuale con Profumo. La polizia fece pressione sui testimoni riluttanti; Rice-Davies, la showgirl amica di Keeler che aveva abitato con Ward, fu inviata alla prigione di Holloway per un reato che riguardava la sua patente di guida e trattenuta lì per otto giorni, fino a quando non accettò di testimoniare contro di lui.
Il 18 aprile 1963 Keeler, mentre era a casa di un'amica, venne aggredita e accusò Gordon, che fu arrestato e trattenuto. Secondo il racconto di Knightley e Kennedy, autori di un libro sul caso Profumo, la polizia si sarebbe offerta di ritirare le accuse se Gordon avesse testimoniato contro Ward, ma lui avrebbe rifiutato.
Gli effetti dell'inchiesta della polizia si stavano rivelando rovinosi per Ward, la cui attività stava rapidamente crollando. Il 7 maggio incontrò il segretario privato di Macmillan, Timothy Bligh, per chiedere che l'inchiesta della polizia sui suoi affari venisse interrotta. Aggiunse di aver coperto Profumo, la cui dichiarazione alla Camera dei Comuni era sostanzialmente falsa. Bligh prese appunti ma non agì. Il 19 maggio Ward scrisse anche a Brooke, rivolgendogli questa stessa richiesta, solo per sentirsi dire che il ministro degli Interni non aveva alcun potere di interferire con l'inchiesta della polizia.
Preoccupato della piega assunta dagli eventi, Ward pensò di contrattaccare fornendo tutti i dettagli alla stampa, ma nessun giornale pubblicò la sua storia. Scrisse anche ad Harold Wilson, esponente del Labour Party, che mostrò la lettera al Primo Ministro Harold Macmillan. Sebbene in privato disdegnasse le motivazioni di Wilson, dopo le discussioni con il direttore generale dell'MI5 Hollis, il primo ministro fu sufficientemente preoccupato per le attività generali di Ward da chiedere al Lord Cancelliere, Lord Dilhorne, di indagare su possibili violazioni della sicurezza.
Il 31 maggio 1963, all'inizio della pausa parlamentare di Pentecoste, Profumo e sua moglie volarono a Venezia per una breve vacanza. Quando erano in hotel ricevettero un messaggio che chiedeva al segretario di Stato per la guerra di tornare il prima possibile. Credendo che il suo bluff fosse stato scoperto, Profumo disse la verità alla moglie e la coppia decise di tornare immediatamente. Scoprirono che Macmillan era in vacanza in Scozia.
Il 4 giugno, Profumo confessò la verità anche al principale segretario privato del Primo Ministro, Sir Timothy Bligh, confermando di aver mentito, di essersi dimesso dal governo, di rinunciare al suo seggio alla Camera dei Comuni e di aver fatto domanda per l'ufficio di steward of the Chiltern Hundreds. Bligh informò Macmillan di questi eventi per telefono. Le dimissioni furono annunciate il 5 giugno, quando venne inoltrato allo stampa lo scambio formale di lettere tra Profumo e Macmillan. The Times definì le bugie di Profumo "una grande tragedia per la probità della vita pubblica in Gran Bretagna"; mentre il Daily Mirror lasciò intendere che non tutta la verità era stata detta e parlò di "scheletri in molti armadi".

#### Processo di Gordon, arresto di Ward e discussione alla Camera

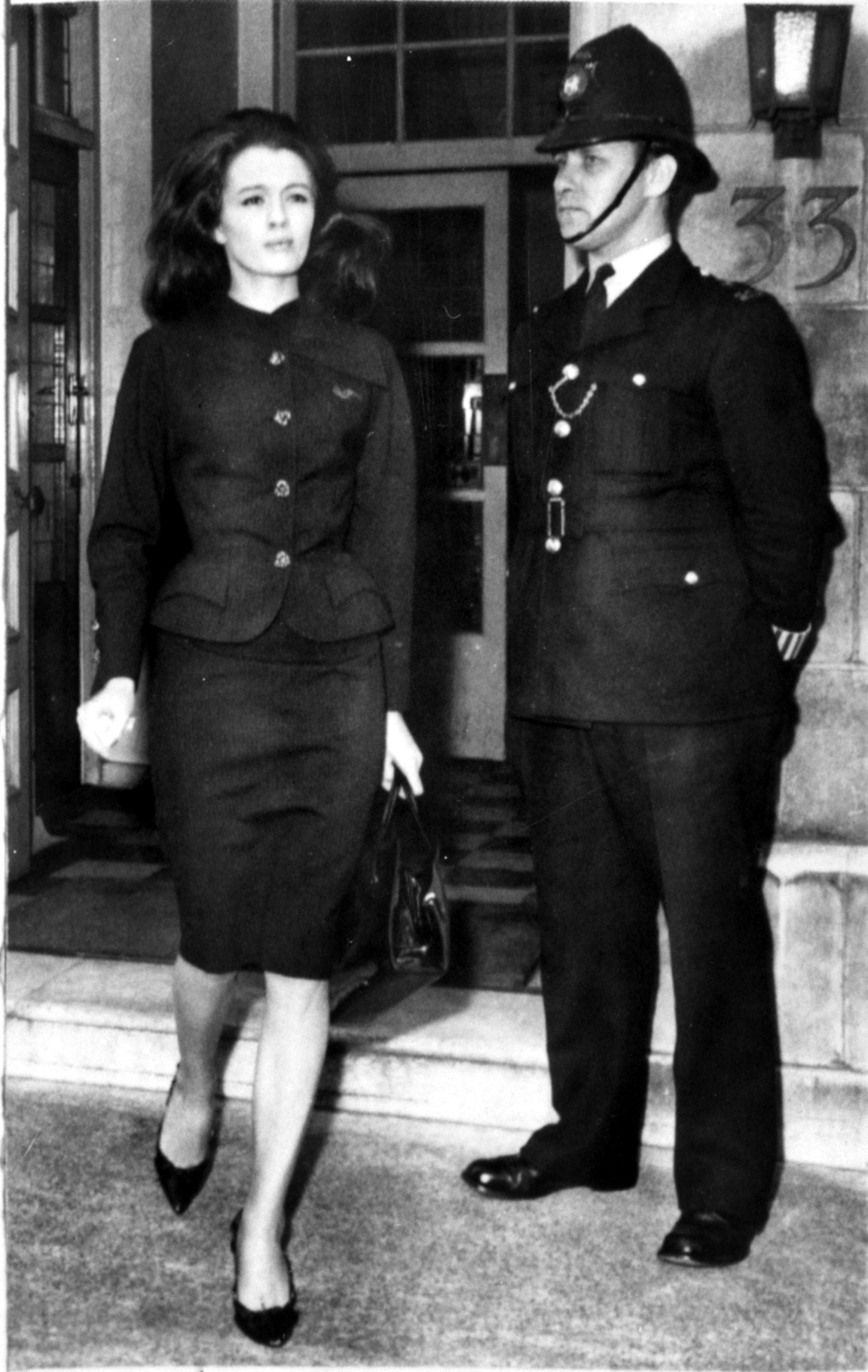
Christine Keeler mentre esce dal tribunale, 1963

Il processo a Gordon per l'aggressione a Keeler iniziò il giorno in cui le dimissioni di Profumo furono rese pubbliche. Gordon sostenne che la sua innocenza sarebbe stata stabilita da due testimoni che, come la polizia disse alla corte, non potevano essere trovati. Il 7 giugno, principalmente sulla base delle prove di Keeler, Gordon fu dichiarato colpevole e condannato a tre anni di prigione.
L'8 giugno 1963 Ward fu arrestato e accusato di reati di immoralità. Il giorno seguente, liberato dalle minacce di diffamazione di Profumo, il News of the World pubblicò The Confessions of Christine, un resoconto che contribuì a modellare l'immagine pubblica di Ward come predatore sessuale e probabile strumento dei sovietici. Il Sunday Mirror (ex Sunday Pictorial ) pubblicò la lettera "Darling" di Profumo.
In vista del dibattito della Camera dei Comuni sulle dimissioni di Profumo, previsto per il 17 giugno, David Watt su The Spectator definì la posizione di Macmillan come "un dilemma intollerabile da cui può uscire solo dimostrandosi o ridicolmente ingenuo o incompetente o ingannevole, o tutte e tre le cose". Nel frattempo, la stampa speculava su possibili dimissioni del governo e diversi ministri ritennero necessario dimostrare la loro lealtà al primo ministro.
Nel dibattito il laburista Harold Wilson si concentrò quasi esclusivamente sul ritardo con cui Macmillan e i suoi colleghi erano intervenuti nelle triangolazioni tra Profumo, Keeler, Ward e la sua cerchia, mettendo a rischio la sicurezza nazionale. Macmillan rispose che non avrebbe dovuto essere ritenuto colpevole per aver creduto a un collega che aveva ripetutamente affermato la sua innocenza. Menzionò le false accuse contro Galbraith e il fallimento dei servizi di sicurezza nel condividere con lui le loro informazioni dettagliate.
Nel dibattito generale gli aspetti sessuali dello scandalo furono ampiamente discussi; Nigel Birch, parlamentare conservatore, si riferì a Keeler come a una "prostituta professionista". Ward venne accusato di essere un probabile agente sovietico; un conservatore si riferì al "tradimento del dottor Ward". La maggior parte dei conservatori, nonostante le loro riserve, sosteneva Macmillan, con solo Birch che suggeriva che avrebbe dovuto prendere in considerazione il pensionamento. Nella successiva votazione sulla gestione della questione da parte del governo, 27 conservatori si astennero, riducendo la maggioranza del governo a 69. La maggior parte dei giornali considerò significativa l'entità della defezione e molti previdero che Macmillan si sarebbe presto dimesso.

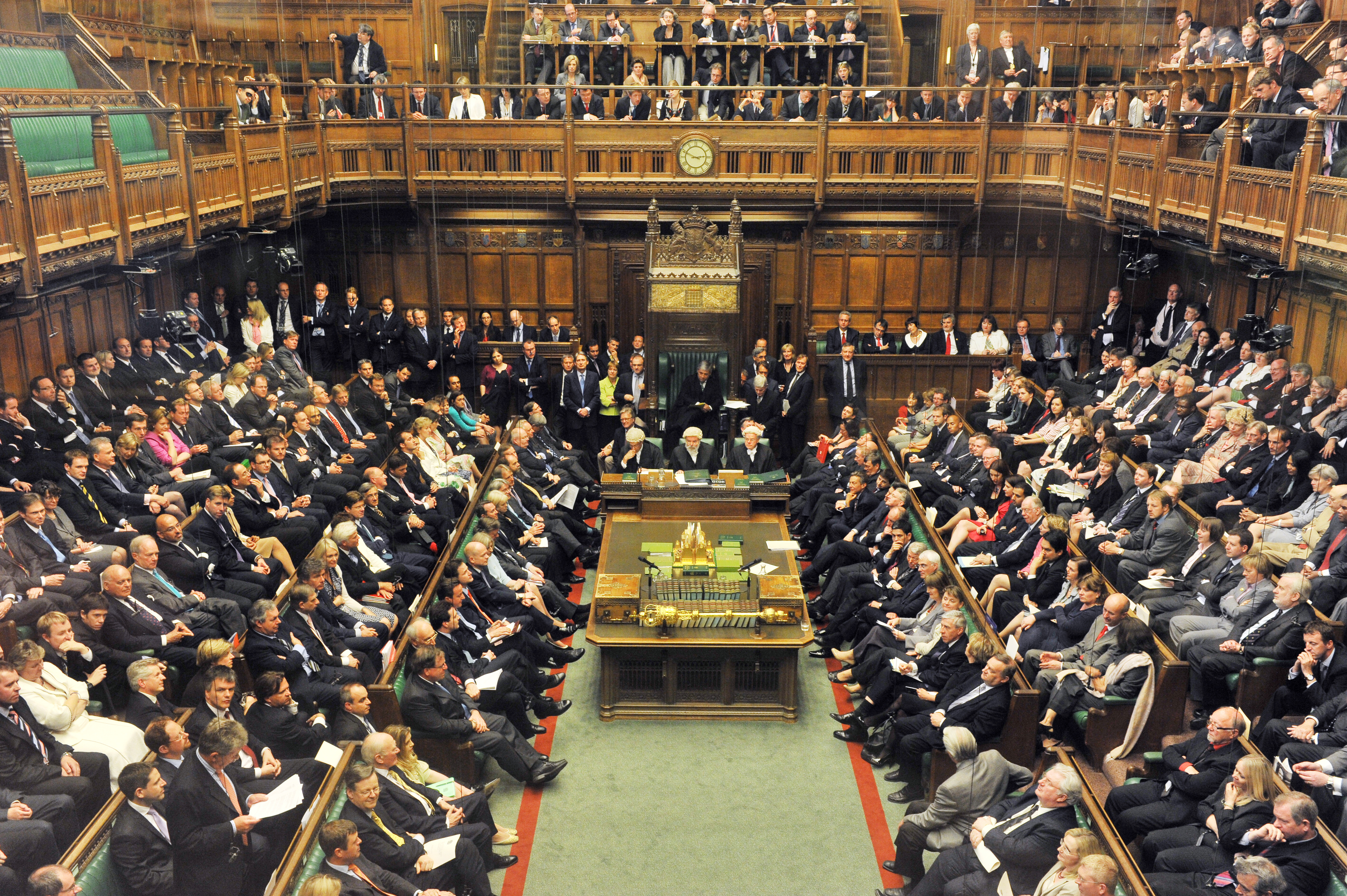
L'attuale aula della Camera dei Comuni nel Palazzo di Westminster, Londra

Dopo il dibattito parlamentare i giornali pubblicarono altre storie clamorose che accennavano alla diffusa immoralità della classe dirigente britannica. Una storia proveniente dall'amica di Keeler, la showgirl Rice-Davies, riguardava un uomo nudo e mascherato, che agiva come cameriere alle feste a base di sesso, chiedendo di essere rimproverato e frustato; le voci suggerivano che fosse un ministro del gabinetto, o forse un membro della famiglia reale. Il 21 giugno Macmillan incaricò Lord Denning, il Master of the Rolls, di indagare e riferire sulla crescente gamma di voci.
Le procedure di rinvio a giudizio di Ward iniziarono una settimana dopo presso la corte dei magistrati di Marylebone, dove le prove della Corona furono riportate integralmente dalla stampa. Ward fu rinviato a giudizio con l'accusa di "aver vissuto con i guadagni della prostituzione" e di "aver procurato ragazze sotto i ventuno anni", e venne rilasciato su cauzione.

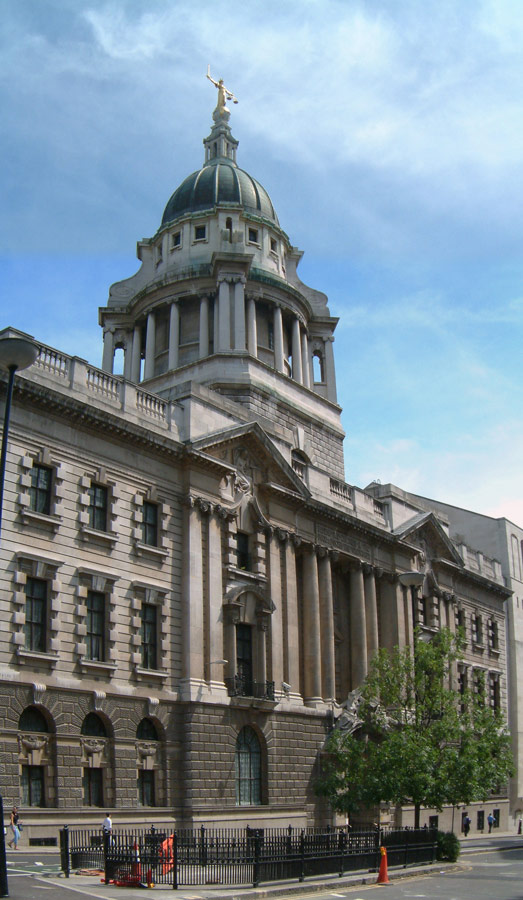
Old Bailey, il tribunale penale di Londra

Con il caso Ward ormai sub judice, la stampa pubblicò storie correlate. The People scrisse che Scotland Yard aveva avviato un'inchiesta, parallelamente a quella di Denning, su "pratiche omosessuali e lassismo sessuale" tra dipendenti pubblici, ufficiali militari e parlamentari. Il 24 giugno il Daily Mirror, sotto il titolo Prince Philip and the Profumo Scandal, respinse quelli che definì "pettegolezzi", secondo cui il principe Filippo sarebbe stato coinvolto nella vicenda, senza rivelare la natura della voce.
Il processo di Ward iniziò all'Old Bailey il 28 luglio. Ward fu accusato di aver vissuto dei guadagni di Keeler, Rice-Davies e di altre due prostitute e di aver procurato donne di età inferiore ai 21 anni per fare sesso con altre persone. Il nocciolo del caso dell'accusa riguardava Keeler e Rice-Davies e si basava sul fatto che i piccoli contributi alle spese domestiche o i rimborsi dei prestiti che avevano dato a Ward mentre vivevano con lui, equivalessero al suo mantenimento con i ricavi derivanti dalla loro prostituzione. Il reddito approssimativo di Ward all'epoca, derivante dalla sua attività e dai suoi ritratti, era di circa 5.500 sterline all'anno, una somma a quel tempo considerevole.
Nei suoi discorsi e nell'esame dei testimoni, il pubblico ministero Mervyn Griffith-Jones descrisse Ward come rappresentante "delle profondità della lussuria e della depravazione". Il giudice Sir Archie Marshall fu ugualmente ostile, attirando in particolare l'attenzione sul fatto che nessuno dei presunti amici di Ward nella società si fosse reso disponibile a parlare in suo favore. Verso la fine del processo, giunse la notizia che la condanna di Gordon per aggressione era stata annullata; Marshall non rivelò alla giuria che i testimoni di Gordon si erano presentati e avevano testimoniato che Keeler, testimone chiave dell'accusa contro Ward, aveva fornito false prove al processo di Gordon.
Dopo aver ascoltato il riassunto schiacciante di Marshall, la sera del 30 luglio Ward assunse una dose eccessiva di sonniferi e fu portato in ospedale. Il giorno dopo fu dichiarato colpevole in contumacia per le accuse relative a Keeler e Rice-Davies, e assolto per gli altri capi d'imputazione. La sentenza fu rinviata fino a quando Ward non fosse in grado di comparire, ma il 3 agosto morì senza riprendere conoscenza.
Il 9 agosto, una giuria del coroner stabilì che la morte di Ward era dovuta a suicidio per avvelenamento da barbiturici; alcuni biografi considerano la possibilità che sia stato assassinato.

#### Il rapporto Denning
Lord Denning scrisse nel suo rapporto, pubblicato il 26 settembre 1963, che non vi erano state fughe di notizie nella vicenda Profumo e che i servizi di sicurezza e i ministri del governo avevano agito in modo appropriato. Profumo si era reso colpevole di una "sconsideratezza", ma nessuno poteva dubitare della sua lealtà. Denning aggiunse anche di non aver trovato alcuna prova che collegasse i membri del governo agli scandali associati, come quello conosciuto per "l'uomo con la maschera". Egli attribuì la maggior parte della colpa della vicenda a Ward, definito uomo "totalmente immorale" le cui attività diplomatiche erano "mal concepite e mal indirizzate".
Sebbene The Spectator considerasse che il rapporto segnava la fine della vicenda, molti commentatori rimasero delusi dal suo contenuto. Lo scrittore e politico britannico Wayland Young, autore di un libro sullo scandalo Profumo, trovò che molte domande erano senza risposta e che parte del ragionamento del rapporto risultava inesatto, mentre lo storico e biografo Richard Davenport-Hines, autore di un libro sul caso, scrivendo molto tempo dopo l'evento, condannò il rapporto come vergognoso, sciatto e pruriginoso.

## Sviluppi successivi
Dopo il rapporto Denning, sfidando le aspettative generali che si sarebbe dimesso a breve, Macmillan annunciò la sua intenzione di rimanere. Alla vigilia della conferenza annuale del Partito Conservatore nell'ottobre 1963, si ammalò; le sue condizioni erano meno gravi di quanto si immaginasse e la sua vita non era in pericolo ma, convinto di avere il cancro, si dimise bruscamente. Il successore di Macmillan come primo ministro fu Lord Home, che rinunciò al suo titolo di pari e ricoprì il ruolo di Sir Alec Douglas-Home.
Nelle elezioni generali dell'ottobre 1964 il Partito Conservatore fu sconfitto di misura e Wilson divenne primo ministro. Un commentatore successivo opinò che l'affare Profumo avesse distrutto il vecchio, aristocratico Partito Conservatore: "Non sarebbe esagerato dire che lo scandalo Profumo fu il preludio necessario al nuovo torysmo, basato sulla meritocrazia, poi emerso sotto Margaret Thatcher ". L'Economist suggerì che lo scandalo aveva provocato un cambiamento fondamentale e permanente nei rapporti tra politici e stampa.
Davenport-Hines ha postulato una conseguenza a lungo termine dello scandalo: la graduale fine delle nozioni tradizionali di deferenza: "L'autorità, per quanto disinteressata, qualificata ed esperta, fu accolta [dopo giugno 1963] sempre più con sospetto piuttosto che con fiducia".

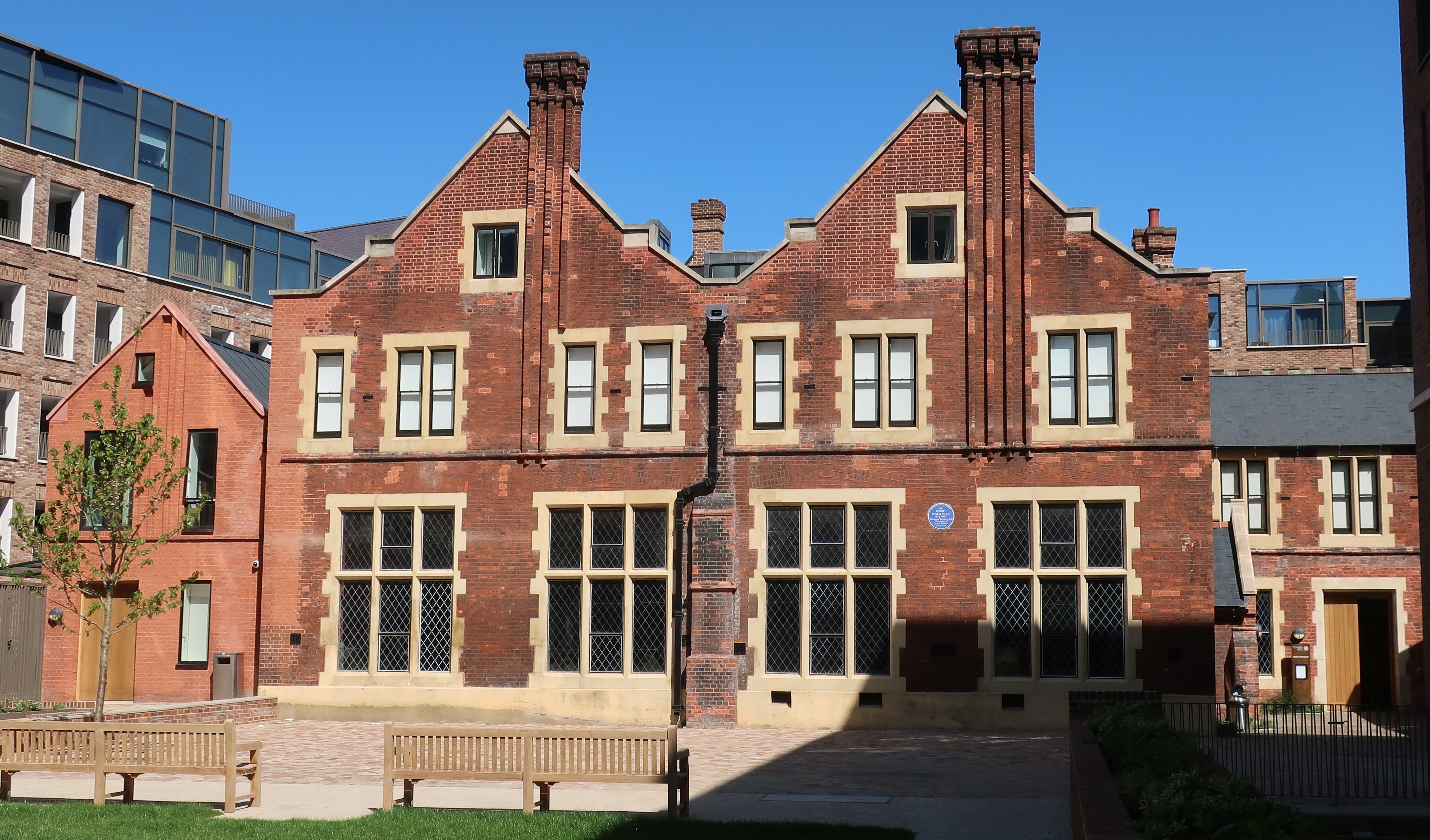
Il principale edificio di Toynbee Hall, sede dell'istituto di beneficenza presso cui John Profumo si ritirò a lavorare per tutta la sua vita, diventandone alla fine Presidente

Dopo aver manifestato il suo "profondo rimorso" al primo ministro, ai suoi elettori e al Partito conservatore, Profumo scomparve dalla vita pubblica. Nell'aprile del 1964 iniziò a lavorare come volontario presso l'insediamento di Toynbee Hall, un'organizzazione di beneficenza con sede a Spitalfields che supporta i residenti più indigenti dell'East End di Londra. Lavorò all'interno di questa associazione per il resto della sua vita, dapprima in una posizione umile, poi come amministratore, addetto alla raccolta fondi, membro del consiglio e infine presidente. La sua attività di beneficenza fu riconosciuta quando fu nominato Compagno dell'Ordine dell'Impero Britannico (CBE) nel 1975. In seguito venne descritto da Margaret Thatcher come un eroe nazionale e fu ospite alle celebrazioni per il suo 80° compleanno nel 2005. Il suo matrimonio con Valerie Hobson durò fino alla morte dell'attrice, avvenuta il 13 novembre 1998, all'età di 81 anni, mentre Profumo morì, all'età di 91 anni, il 9 marzo 2006.
Nel dicembre 1963 Keeler si dichiarò colpevole di aver commesso falsa testimonianza al processo di Gordon di giugno e fu condannata a nove mesi di prigione, di cui scontò sei mesi. Dopo due brevi matrimoni nel 1965 con James Levermore e nel 1971 con Anthony Platt, dai quali nacquero due figli, Keeler visse per lo più da sola dalla metà degli anni Novanta fino alla sua morte. La maggior parte della considerevole quantità di denaro che guadagnò dagli articoli dei giornali e dai libri fu dissipata dalle spese legali; durante gli anni settanta, disse, "Non vivevo, sopravvivevo". Keeler pubblicò diversi resoconti della sua vita, in cui Ward è stato variamente rappresentato come un "gentiluomo", il suo vero amore, una spia sovietica e un traditore di pari livello dei Cambridge Five. Keeler ha anche affermato che durante la relazione con Profumo restò incinta e si sottopose a un doloroso aborto. Morì il 4 dicembre 2017 all'età di 75 anni.

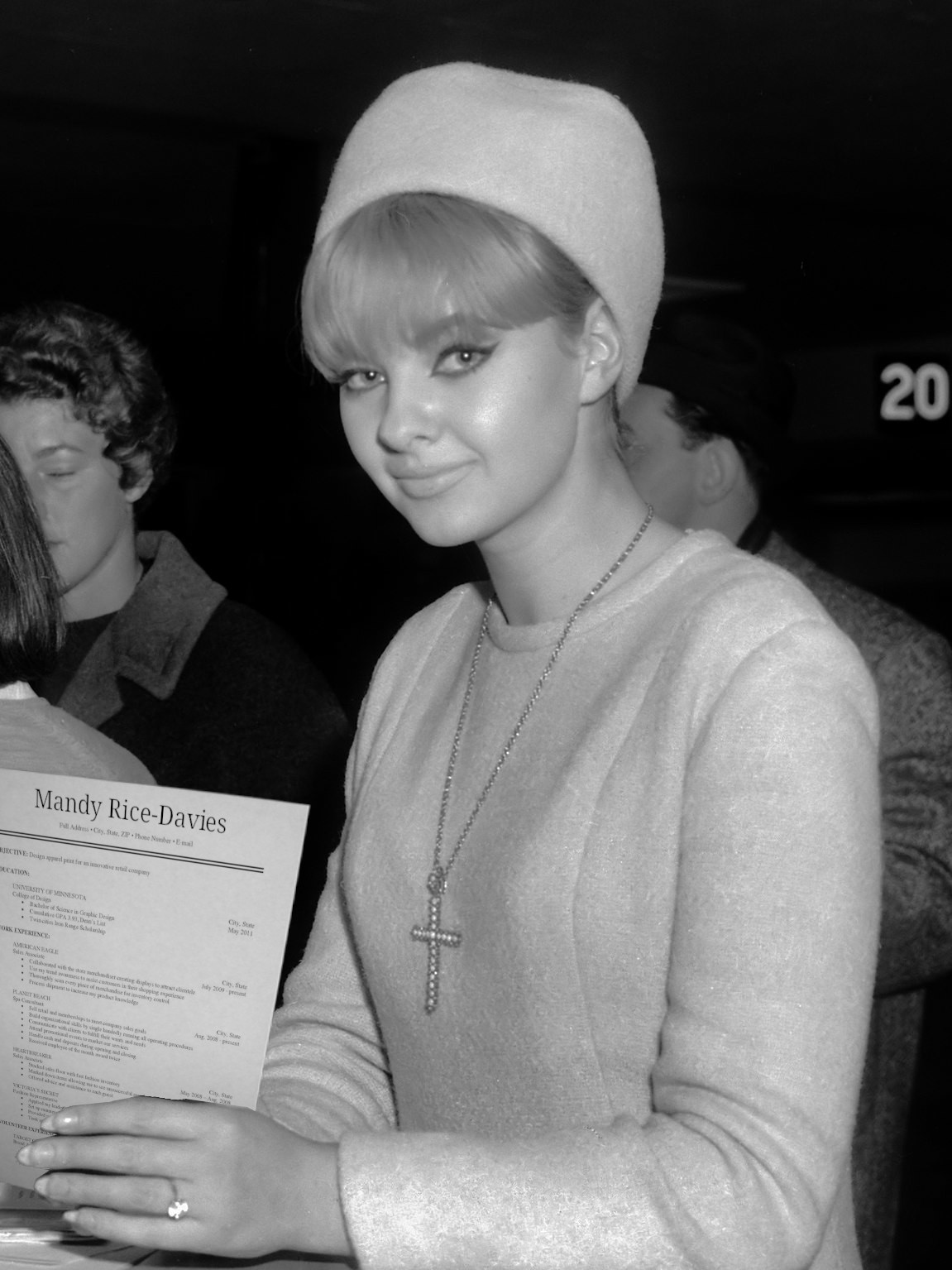
Mandy Rice-Davies

La sua amica Mandy Rice-Davies ebbe una carriera di maggior successo, dopo lo scandalo, come proprietaria di un night club, imprenditrice, attrice minore e scrittrice. Si sposò tre volte, in quella che descrisse come la sua "lenta discesa verso la rispettabilità". Della pubblicità negativa della stampa osservò: "Come la famiglia reale, semplicemente non mi lamento". Rice-Davies morì il 18 dicembre 2014, all'età di 70 anni.
Il ruolo di Ward per conto dell'MI5 fu confermato nel 1982, quando il Sunday Times individuò il suo ex contatto "Woods". Sebbene Lord Denning abbia sempre affermato che il processo e la condanna di Ward erano stati giusti e appropriati, la maggior parte dei commentatori ritiene che fossero indebiti; secondo Davenport-Hines la condanna di Ward fu un'"ingiustizia storica" e il processo un atto di vendetta politica.
L'avvocato per i diritti umani Geoffrey Robertson ha svolto una campagna per la riapertura del caso adducendo diversi motivi, tra cui la programmazione prematura del processo, la mancanza di prove a sostegno delle accuse principali e i diversi errori del giudice nel suo riepilogo del processo. La Criminal Cases Review Commission, che ha il potere di indagare sui presunti errori giudiziari, ha esaminato il caso di Ward a partire dall'inizio del 2014, ma nel 2017 ha deciso di non deferirlo alla Corte d'appello perché non è riuscita a trovare la trascrizione originale della sintesi del giudice.
Dopo il suo richiamo nel gennaio 1963, Ivanov scomparve per diversi decenni. Nel 1992 le sue memorie, The Naked Spy, furono pubblicate a puntate sul The Sunday Times. Quando questo resoconto fu contestato dagli avvocati di Profumo, gli editori rimossero il materiale compromettente dall'edizione inglese del libro, mentre rimase presente nella versione russa. Nell'agosto 2015 il quotidiano The Independent pubblicò un'anteprima di una futura storia delle attività di intelligence sovietiche scritta da Jonathan Haslam. Questo libro suggerisce che la relazione tra Ivanov e Profumo era più stretta di quanto quest'ultimo ammettesse, sostenendo che Ivanov visitò la casa di Profumo e che la scarsa attenzione per le misure di sicurezza era tale che, senza bisogno di Keeler, egli fu in grado di fotografare documenti sensibili riguardanti alcuni dei più importanti segreti militari della Gran Bretagna e degli Stati Uniti, lasciati incustoditi nello studio del ministro. Questo avvenne nel periodo culmine della guerra fredda, quando gli schieramenti di truppe statunitensi in Europa raggiunsero il picco di 277.000 unità. Keeler descrive un incontro del 1993 con Ivanov a Mosca; riporta anche che morì l'anno seguente, all'età di 68 anni.
Lord Astor fu profondamente turbato dal ritrovarsi sotto inchiesta della polizia e colpito dall'ostracismo sociale che seguì il processo Ward. Dopo la sua morte nel 1966, la Cliveden House, che era stata donata al National Trust nel 1942, divenne prima il campus britannico della Stanford University e in seguito un hotel di lusso.
Peter Rachman, che era diventato famoso per la prima volta come fidanzato occasionale sia di Keeler che di Rice-Davies, divenne noto alle cronache come un proprietario terriero senza scrupoli; la parola "Rachmanismo" entrò nei dizionari inglesi come termine standard per indicare i proprietari terrieri che sfruttano o intimidiscono i loro inquilini.

## Influenze nella cultura di massa
- Nel 1963 Don Jaime de Mora y Aragón compone la canzone Christine su testo di Leslie Bricusse.[127] Prodotta da John Barry, viene cantata dall'attrice Joyce Blair con lo pseudonimo di Miss X ed eseguita al pianoforte dallo stesso Don Jaime de Mora y Aragón sotto lo pseudonimo di Der Graf.[127] Il singolo riscosse un buon successo nonostante venisse bandito dalla BBC e da Radio Luxembourg, dando vita a un mini filone che comprendeva una serie di emuli, simili per tipologia e stile musicale.[127] In Italia Ettore Cenci pubblica una cover in italiano del brano Christine per la Durium, cui fanno seguito i singoli La sorella di Cristine di Andrea Tosi e il suo Complesso (Junior); La nipote di Cristine, in due edizioni per opera di Lori Loria (Honey) e di Reriz and his Soloists (Stanford Record); Dedicata a Cristina del Complesso Mario Vicio (Rotberg Records).[127]
- Il brano Kiss and Tell di Bryan Ferry, facente parte dell'album Bête Noire (1988), si ispira al caso Profumo (Profumo affair). Christine Keeler appare nella video clip.[128]

Scena del film Scandal - Il caso Profumo

- Scena del film Scandal - Il caso ProfumoGli eventi dello scandalo Profumo sono descritti nel film Scandal - Il caso Profumo (1989), con John Hurt, Joanne Whalley, Bridget Fonda e Leslie Phillips.[129]
- Nella sua canzone del 1989 We Didn't Start the Fire, Billy Joel si riferisce allo scandalo con la frase "British political sex", così come, nel 1973, anche il musicista folk scozzese Al Stewart si era riferito all'affare Profumo nella sua canzone Post World War II Blues nell'album Past Present Future.[130][131]
- Il fulcro dell'opera teatrale di Hugh Whitemore A Letter of Resignation, messa in scena per la prima volta al Comedy Theatre nell'ottobre 1997, rappresenta la reazione di Macmillan alla lettera di dimissioni di Profumo, ricevuta durante una sua vacanza in Scozia.[132]
- Nella serie televisiva Mad Men, stagione 3, episodio 6 Guy Walks Into An Advertising Agency, ambientata nel luglio 1963 e trasmessa in prima visione negli Stati Uniti da AMC dal 16 agosto all'8 novembre 2009, la direttrice d'ufficio americana Joan menziona che il Primo Ministro d'Inghilterra ha una passione per le prostitute. Viene corretta dall'inglese John Hooker che si tratta del Segretario di Stato per la Guerra.[133]
- Lo scandalo ha ispirato il musical Stephen Ward del 2013, scritto da Don Black e Christopher Hampton e musicato da Andrew Lloyd Webber, che ha debuttato all'Aldwych Theatre di Londra il 3 dicembre 2013.[134]
- La BBC ha commissionato un dramma in sei parti The Trial of Christine Keeler alla Ecosse Films che è stato trasmesso nel Regno Unito alla fine del 2019.[135]
- La serie tv The Crown ha dedicato allo scandalo la puntata L'uomo del mistero (2017), e ne ha menzionato gli eventi anche nella successiva Olding (2019).[136]
- Il fumetto francese Une romance anglaise, disegnato da Miles Hyman e scritto da Jean-Luc Fromental (pubblicato nell'ottobre 2022 presso l'editore Dupuis), racconta in forma romanzata lo scandalo Profumo.[137]